# Rois de Commagène
Les rois de Commagène sont les souverains du petit royaume hellénistique de Commagène en Asie Mineure.

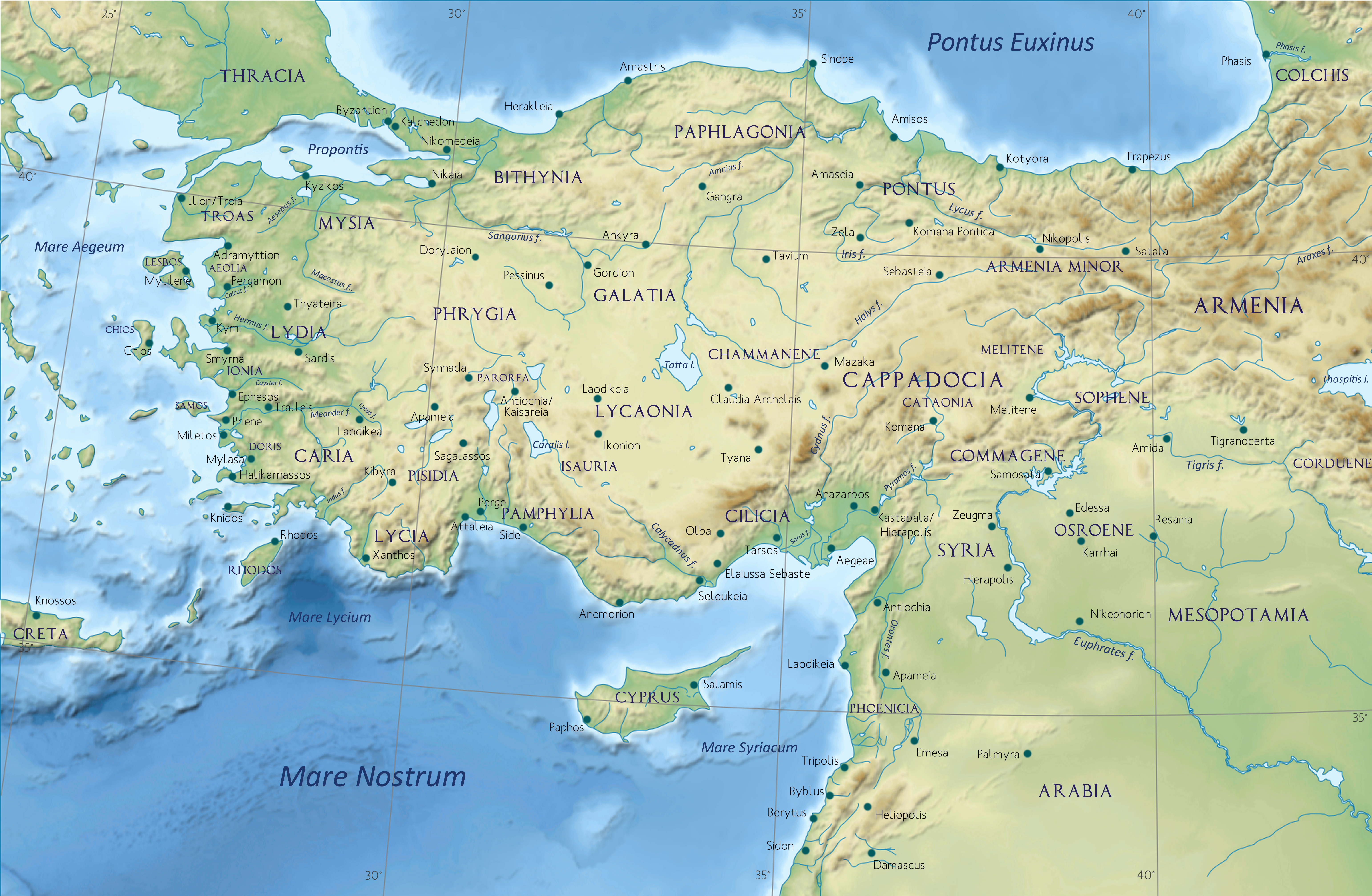
L'Anatolie antique, avec la Commagène au centre-sud-est.

## Histoire
Les souverains, satrapes puis rois, de la Commagène revendiquaient une triple ascendance grandiose achéménide orontide et enfin séleucide. Leur petit royaume connut son apogée sous le règne d'Antiochos Ier ; il est ensuite annexé par Rome, temporairement en 17 ap. J.-C. puis 40 ap. J.-C. et enfin définitivement en 72 ap. J.-C.

## Satrapes de Commagène
- 290-240 av. J.-C. : Samès Ier ;
- 240-228 av. J.-C. : Arsamès Ier ;
- 228-212 av. J.-C. : Xerxès d'Arménie ;
- vers 200-163 av. J.-C. : Ptolémée, futur roi Ptolémée Ier en 163.

## Rois de Commagène
- 163-130 av. J.-C. : Ptolémée Ier ;
- 130-100 av. J.-C. : Samès II Théosèbe Dicée, fils du précédent ;
- 100-70 av. J.-C. : Mithridate Ier Kallinikos Philéllen Philoromée, fils du précédent ;
- 69-40 av. J.-C. : Antiochos Ier Théos Dicée Épiphane Philoromée Philéllen, fils du précédent ;
- 40-38 av. J.-C. : Antiochos II, fils du précédent ;
- 38-20 av. J.-C. : Mithridate II, frère du précédent ;
- 20-12 av. J.-C. : Mithridate III, neveu des précédents ;
- 12 av. J.-C.-17 ap. J.-C. :  Antiochos III, fils du précédent ;
- annexion romaine ;
- 38-40 : Antiochos IV Épiphane, fils d'Antiochos III ;
- annexion romaine ;
- 41-72 : Antiochos IV Épiphane et sa femme Iotapé;
- annexion définitive par Rome et incorporation dans la province de Syrie.